# Резолюция Совета Безопасности ООН 1364
Резолюция Совета Безопасности Организации Объединённых Наций 1364, принятая единогласно 31 июля 2001 года после подтверждения всех резолюций по Абхазии и Грузии, в частности резолюции 1339 (2001 год), Совет продлил мандат Миссии наблюдателей Организации Объединённых Наций в Грузии (МООННГ) до 1 января 2002 года.
В преамбуле резолюции Совет подчеркнул, что отсутствие прогресса в урегулировании между двумя сторонами неприемлемо. Он был обеспокоен тем, что переговоры были прерваны убийствами и инцидентами с захватом заложников в Гали и Гулрыпше, а также в Приморске в начале 2001 года.
Совет Безопасности выразил сожаление по поводу ухудшения ситуации в зоне конфликта из-за насилия, заложников, преступлений и присутствия незаконных вооружённых формирований, которые угрожают мирному процессу. Обе стороны, особенно абхазская сторона, были призваны выйти из тупика в обсуждениях и начать переговоры по ключевым вопросам конфликта. Он также настаивал на том, чтобы стороны работали вместе, чтобы прояснить такие инциденты, обеспечить освобождение заложников и привлечь виновных к ответственности.
Резолюция подтвердила неприемлемость демографических изменений в результате конфликта, все беженцы имеют право вернуться. Были осуждены все нарушения Соглашения о прекращении огня и разъединении сил 1994 года, в частности военные учения, проведенные в июне и июле 2001 года Грузией и Абхазией. Высказывалась обеспокоенность по поводу ужесточения ограничений на свободу передвижения МООННГ, миротворческих сил из Содружества Независимых Государств и другого персонала. Совет напомнил сторонам, что они несут ответственность за безопасность персонала.
Наконец, Генеральному секретарю Кофи Аннану было предложено регулярно информировать Совет о развитии событий и в течение трёх месяцев сообщать о ситуации.